# Хуан Руиз де Аларкон
Хуан Руиз де Аларкон и Мендоза (шп. Juan Ruiz de Alarcón y Mendoza; Таско, 1580/1581. — Мадрид, 4. август 1639) био је драматург и писац Златног века из Нове Шпаније.

## Биографија
Нема поузданих извора о детињству Хуана Руиза де Аларкона, тако да се заправо не зна тачно место и датум рођења. Зна се да је његов деда по мајци био Јеврејин, те да му је деда по оцу био син свештеника из Манче и маварски роб.
Студирао је право на Универзитету у Мексико Ситију, а почетком 17. века је отишао у Шпанију, где је накнадно стекао диплому на Универзитету у Саламанки. Радио је у Севиљи, где је упознао Мигела де Сервантеса, који је касније утицао на његов рад.
По доласку у Мадрид посветио се књижевном раду. Његови први радови, Las paredes oyen и Los pechos privilegiados, постигли су умерени успех. Убрзо је постао познат у мадридским књижевним круговима, али никада није остваривао дубље везе са било којим од писаца. Уместо тога, стекао је непријатеље, међу којима су били Лопе де Вега, Луис Велез де Гевара, Луис де Гонгора, Франсиско де Кеведо и други.
Дело Хуана Руиза де Аларкона одликује нападима на друштвене обичаје и пороке тог времена. Објавио је двадесетак комедија у два тома; у првом тому, који је издат 1628. године, објављено је осам комедија, а у другом, који је издат 1634. године, објављено их је једанаест. Неке комедије су објављене у различитим колекцијама.
Због свог физичког недостатка (био је грбав), био је честа мета сурових исмејавања његових колега који су га звали „патуљастом камилом“, „мајмуном“ или „песником пањем“. Иако им није остајао дужан, Аларконова животна горчина је испунила његова дела, па тако његови ликови нису много привлачни, али зато увек поседују изузетну моралну снагу, док с друге стране, ликови који су изузетно атрактивни одбијају због неког моралног недостатка. Иако је написао само тридесетак позоришних комада, Аларкон се сматра једним од генијалних комичара. Његово најважније дело „Сумњива истина“ (La verdad sospechosa), говори о једном студенту који је у од главе до пете прави витез, осим једног малог недостатка: непоправљиви је лажов. Аларкон у овом делу свог лика доводи у низ веома смешних ситуација у којима на врло забаван начин пружа уједно и морално наравоученије.
Током првих месеци 1639, Аларконово здравље је почело да се погоршава, те није присуствовао састанцима Савета. Умро је у Мадриду, у јутро 4. августа 1639. године, а сахрањен у парохији Сан Себастијан.